# Vigtorniella flokati
Vigtorniella flokati är en ringmaskart som beskrevs av Dahlgren, Glover, Baco och Smith 2004. Vigtorniella flokati ingår i släktet Vigtorniella och familjen Chrysopetalidae. Inga underarter finns listade i Catalogue of Life.